# OLPAS Moravia
OLPAS MORAVIA s.r.o. se sídlem v Krnově byla obchodní společnost věnující se zejména opravám a renovacím dopravních prostředků a provozování drážní dopravy. Od 16. ledna 2015 byla společnost v konkursu, 30. července 2020 firma zanikla vymazáním z obchodního rejstříku.
Pro Slezské zemské dráhy provedla generální opravu dvou rumunských úzkorozchodných lokomotiv. V roce 2004 to byla parní lokomotiva U 46.002 Reşiţa, o rok později dieselová lokomotiva TU 38.001.
Pro Národní technické muzeum v Praze společnost zrenovovala salónní vůz Františka Ferdinanda d'Este. Po půlroční opravě byl zástupcům muzea předán 25. března 2010.

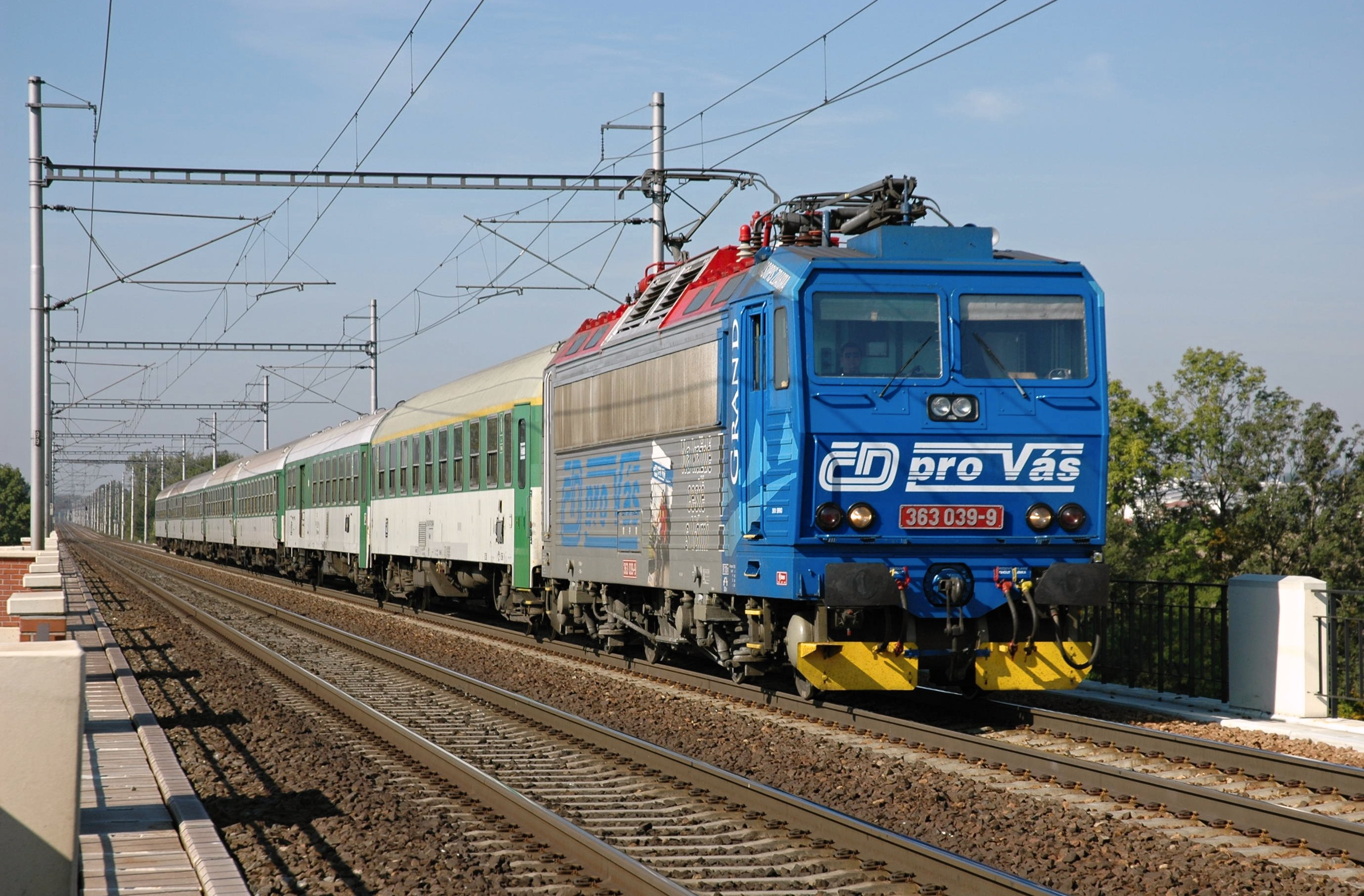
V roce 2006 společnost realizovala reklamní nátěr na lokomotivě 363.039 ČD

Provedla nátěr ojetých osobních vozů od Rakouských spolkových drah do korporátních barev RegioJet.